# Mundaka
Mundaka és un municipi de la província de Biscaia, País Basc, pertanyent a la comarca de Busturialdea-Urdaibai. Limita al nord amb el Mar Cantàbric, a l'oest amb Bermeo i al sud amb Sukarrieta.

## Població
La zona ha estat poblada des del Paleolític inferior, com testifiquen les coves de Santimamiñe en l'altra riba de la ria i jaciments oposats a Portuondo. S'especula amb l'arribada a la zona de vikings, el que segons alguns autors justificaria la presència de tipus rossos d'ulls blaus en la costa biscaïna, a diferència del tipus basc de l'interior. Anton Erkoreka afirma la seva presència en el segle ix basant-se en les cròniques àrabs, relats medievals i altres dades antropològiques, mentre que Jon Juaristi creï que en realitat van ser uns exiliats saxons destronats pels vikings.
Abans que ells van arribar els romans, atrets pel marbre d'Ereño i de la presència del qual testimonia un branc de la calçada romana de Balmaseda que arribava fins a Bermeo. Des del primer cens del qual es té notícia fins a la primera dècada del segle xx, la població es va incrementar fins a arribar als 2.284 habitants en 1910, amb diferents alts i baixos deguts a diversos avatars de l'època. En la dècada dels 50, la població havia descendit ja fins als 1500 habitants, estabilitzant-se els censos successius entorn de 1650 habitants. A partir de 1990 la localitat mostra una lleugera tendència positiva.

## Història
L'origen de Mundaka és desconegut, el que ha donat motiu que se li hagin atribuït fundacions basades en rondalles i llegendes, com la presència de Tubal, net de Noé, a Biscaia. L'antiguitat dels assentaments en la zona queda testificada pel fet que en les Juntes Generals de Biscaia, correspongués a l'apoderat de Mundaka la lliura dels seus poders en primer lloc, seguit de Sukarrieta, l'anteiglesia veïna, recaient entre les viles aquest honor en l'apoderat de Bermeo. No obstant això, no és cert que Mundaka ocupés la primera butaca de les Juntes Generals, com comunament es creu, ja que no existien seients determinats ni ordre de llocs, ocupant cada apoderat aquell que més li agradés. Entre les primeres notícies que es tenen de Mundaka està l'existència del palau d'Altamira, on sembla que a la fi del segle xi va viure la infanta d'Escòcia, mare de Jaun Zuria (senyor Blanc, per la seva rossa cabellera), primer senyor de Biscaia. L'anteiglesia de Mundaka és citada ja en l'any 1051 en la donació del senyoriu de Biscaia al monestir de San Millán de la Cogolla, així com en 1070 en la donació de la citada església al monestir de San Juan de la Peña.

### Vilatjans il·lustres
- Jaun Zuria; segons la llegenda, primer Senyor de Biscaia.
- Princesa de Mundaka; segons la llegenda, de la unió de Sugaar i una princesa de Mundaka va sorgir Jaun Zuria.
- Rodrigo de Portuondo, mariner.
- José Manuel Etxeita, escriptor euskaldun i capità de vaixell. Últim alcalde espanyol de Manila.
- Ramón Mendezona, històric militant comunista.
- Gregorio Blasco, porter de futbol.
- Jaime de Anesagasti y Llamas, IV Bisbe de Campeche (Mèxic) en 1910. Va néixer a Mundaka el 23 de maig de 1863, fill de Miguel Antonio de Anesagasti i Llamas (natural de Mundaca) i María Antonia Margarita de Jesús Llamas Santoscoy (natural de Guadalajara, Mèxic). Va morir a Campeche el 3 d'octubre de 1910
- Edorta Jiménez, escriptor de literatura basca.
- Bernardo Maria Garro Basterrechea, "Otxolua", escriptor i traductor. Bidegileak[Enllaç no actiu]